# Al treilea om
Al treilea om (engleză: The Third Man) este un film noir britanic din 1949 cu Joseph Cotten, Alida Valli, Orson Welles și Trevor Howard. Este regizat de Carol Reed. Filmul este notabil pentru atmosfera sa cinematografică, interpretarea actorilor și pentru coloana muzicală unică. Scenariul este scris de Graham Greene, care a publicat ulterior o nuvelă cu același nume (pe care a scris-o inițial pentru a pregăti scenariul acestui film). Anton Karas a scris și a realizat coloana sonoră, care include doar sunete produse de țiteră; muzica sa "The Third Man Theme" ("Tema din Al treilea Om") dominând topurile muzicale internaționale în anii 1950. Filmul este adesea clasat ca fiind printre cele mai bune filme din toate timpurile.

## Prezentare
Romancierul de ficțiune pulp, Holly Martins (Joseph Cotten), sosește după al doilea război mondial într-o Vienă care este împărțită în sectoare de către aliații victorioși. În oraș, lipsa de bunuri de consum a dus la o piață neagră înfloritoare. El ajunge în capitala Austriei la invitația unui prieten de-al său de la școală, Harry Lime (Orson Welles), care i-a oferit un loc de muncă. Martins descoperă că Lime tocmai a murit într-un ciudat accident rutier. Din discuțiile pe care le are cu prietenii și asociații lui Lime, Martins observă repede că unele dintre relatările acestora sunt inconsistente, fapt ce-l determină să afle ce s-a întâmplat cu adevărat cu Harry Lime.

## Actori
- Joseph Cotten este Holly Martins
- Alida Valli este Anna Schmidt
- Orson Welles este Harry Lime
- Trevor Howard este Major Calloway
- Bernard Lee este Sgt. Paine
- Wilfrid Hyde-White este Crabbin
- Erich Ponto este Dr. Winkel
- Ernst Deutsch este 'Baron' Kurtz
- Siegfried Breuer este Popescu
- Paul Hörbiger este Karl, Harry's Porter
- Hedwig Bleibtreu este Anna's Landlady
- Robert Brown este polițist militar britanic
- Alexis Chesnakov este Brodsky
- Herbert Halbik este Hansl
- Paul Hardtmuth este the Hall Porter at Sacher's
- Geoffrey Keen este polițist militar britanic
- Eric Pohlmann este Waiter at Smolka's
- Annie Rosar este soția lui Porter
- Joseph Cotten este naratorul (versiunile SUA înainte de 1999)
- Carol Reed este naratorul  (versiunile britanice înainte de 1999, toate variantele după 1999)

## Primire
Într-un sondaj din 1999 al Institutului Britanic de Film (British Film Institute - BFI) filmul a fost desemnat ca fiind primul cel mai bun dintr-o listă de 100 de filme britanice.